# Peterdi Andor
Peterdi Andor, Pollák (Sopornya, 1881. május 28. – Budapest, 1958. március 27.) költő, műfordító, újságíró.

## Életpályája
Pollák Kálmán mészáros és Hecht Anna fia. Szülei Vágszeredre költöztek ahol gyermekéveit töltötte és három elemi iskolai osztályt végzett. 1889-ben apja elvált nejétől és Budapestre ment lakni. 1890-ben a község költségén küldték apjához, hogy ő nevelje és taníttassa; itt újrakezdte a tanulást ismét három elemi osztályban, ahol a magyar nyelvet is elsajátította.
1893-ban anyja is felkerült Pestre és mivel neki is szolgálatba kellett mennie, fiát pékinasnak adta, ahol 1894–95-ben első feléig maradt, azután szabóinasnak állt be, azonban 1896-ban ezt a mesterséget is otthagyta és gyalog ment Bécsbe. Onnét visszaküldték államköltségen Budapestre és beállt egy rőföskereskedésbe. Apja azonban 1898-ban egy mészáros barátjához adta inasnak és ott maradt 1901-ig. Felszabadulása előtt megbetegedett és egy évig betegeskedett.
1902-ben a nyarat az Alföldön töltötte és szeptemberben beiratkozott a Vígszínház színésziskolájába, amelyet 1904-ben végezett el. Pollák családi nevét Peterdire változtatta. Balassa Jenő is tanította és egyben ő volt az, aki Peterdi első verseskötetét kiadta. 1905-ben újságíró lett, 1909-ben házasságot kötött Várnai Zseni költőnővel. A Népszavába és egyéb baloldali lapokba írt cikkeket. A Petőfi Társaságnak 1916-ban lett a tagja, de nem sokkal később ki is lépett belőle. Tagja volt a lengyel–magyar kapcsolatok ápolását célul tűző Magyar Mickiewicz Társaságnak is. A két világháború közötti időszakban műkereskedőként dolgozott, írásait az erdélyi Zsidó Jövő közölte. 1942-től az ellenállási mozgalomban tevékenykedett, 1945 után pedig visszavonult betegsége miatt. Lefordította Émile Verhaeren verseit (Budapest, 1917).

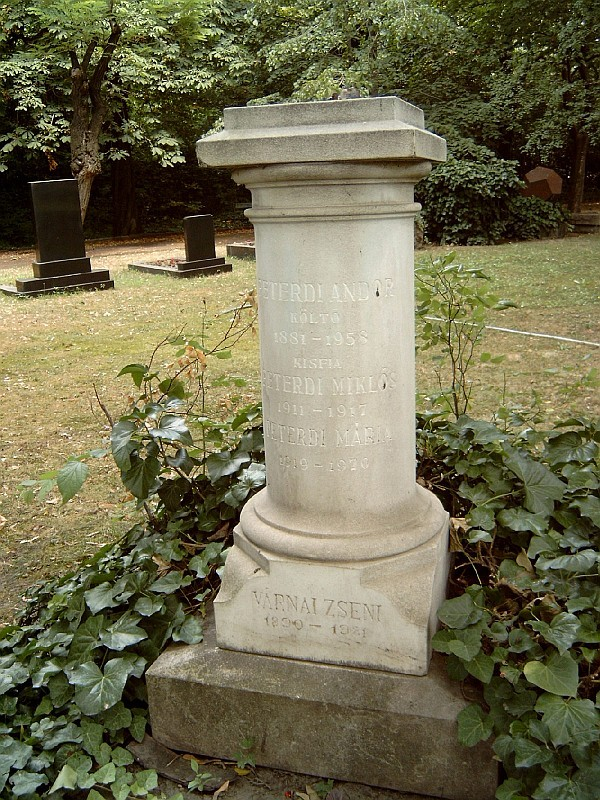
Várnai Zseni, Peterdi Andor és Peterdi Mária sírja Budapesten. Kerepesi temető: 34/2-1-8.

## Fontosabb művei
- Szívem (Bp., 1904)
- Új versek (Bp., 1906)
- A föld énekel (Bp., 1919)
- Őszi szélben vadmadár (Bp., 1936)
- Üzenet (Válogatott versek 1905–1955, Bp., 1957)